# Meroplius unispinifer
Meroplius unispinifer är en tvåvingeart som beskrevs av Ozerov 1999. Meroplius unispinifer ingår i släktet Meroplius och familjen svängflugor.
Artens utbredningsområde är Uganda. Inga underarter finns listade i Catalogue of Life.